# Teroldego Rotaliano superiore
Il Teroldego Rotaliano superiore è un vino DOC la cui produzione è consentita nella provincia di Trento.

## Caratteristiche organolettiche
- colore: rosso rubino più o meno intenso, tendente al rosso mattone.
- odore: gradevole, etereo caratteristico e persistente.
- sapore: asciutto, sapido, pieno con piacevole retrogusto amarognolo, un po' tannico, armonico.

## Produzione
Provincia, stagione, volume in ettolitri
- nessun dato disponibile